# Conradine Barner Aagaard
Conradine Barner Aagaard, född 1836 i Slagelse, död 1920, var en dansk författare.
Conradine Barner var dotter till överstelöjtnant V.T. Barner och Hertha Adelaide Herbst. Hon skrev under pseudonymen Annitta Carell åtta populärromaner under 1870-talet. Förutom den biedermeier-romantiska debuten Armbåndet (1870) omfattar hennes författarskap även historiska romaner och noveller. Hon gifte sig 1880 med adjunkten O.H.C.J. Aagaard.